# 宮崎まゆ
宮崎 まゆ（みやざき まゆ）は、日本のソングライター。大阪府出身。東京都在住。

## 来歴
2008年に上京、声優・歌手として都内事務所に所属、声優活動をしながら作詞・作曲を始める。
2011年音楽活動に集中する為所属事務所を退所し、フリーのソングライター・作詞家となる。
2014年SUPALOVEに所属、作家活動を本格的にスタート。

## 主な提供作品

### プリティーシリーズ
プリティーリズム・レインボーライブ
- 「Welcome!Girls!」（赤井めが姉ぇ・赤井めが兄ぃ（声 - 伊藤かな恵・諏訪部順一））（作曲）

プリパラ
- 「Steps -twinkle star-」（ぴのん （声 - 田中美海））（作詞）
- 「ぱぴぷぺ☆POLICE！」（真中 らぁら（声 - 茜屋日海夏）ドロシー・ウェスト（声 - 澁谷梓希）・白玉 みかん（声 - 渡部優衣））（作曲）
- 「ぽわぽわ♡NURSE?」（北条そふぃ（声 - 久保田未夢）レオナ・ウェスト（声 - 若井友希）・緑風ふわり（声 - 佐藤あずさ））（作詞・作曲）

キラッとプリ☆チャン
- 「never-ending!!」（オープニングテーマ）（歌 - Run Girls, Run！）（作詞・作曲）

KING OF PRISM
- 「百花繚乱」（太刀花 ユキノジョウ（声 - 斉藤壮馬））（作詞・作曲）
- 「Fly in the sky」（香賀美 タイガ（声 - 畠中祐））（作詞・作曲）
- 「Sailing!」（鷹梁 ミナト（声 - 五十嵐雅））（作詞・作曲）
- 「Home sweet Home」（鷹梁 ミナト（声 - 五十嵐雅））（作詞・作曲）
- 「Twinkle☆Twinkle」（西園寺 レオ（声 - 永塚拓馬））（作詞・作曲）
- 「Happy Happy Birthday!」（一条 シン・太刀花 ユキノジョウ・香賀美 タイガ・十王院 カケル・鷹梁 ミナト・西園寺 レオ・涼野 ユウ（声 - 寺島惇太、斉藤壮馬、畠中祐、八代拓、五十嵐雅、永塚拓馬、内田雄馬））（作詞・作曲）
- 「ナナイロノチカイ！-Brilliant oath-」（一条 シン・太刀花 ユキノジョウ・香賀美 タイガ・十王院 カケル・鷹梁 ミナト・西園寺 レオ・涼野 ユウ（声 - 寺島惇太、斉藤壮馬、畠中祐、八代拓、五十嵐雅、永塚拓馬、内田雄馬））（作詞・作曲）

### THE IDOLM@STERシリーズ
THE IDOLM@STER CINDERELLA GIRLS
- 「GOIN’!!!」（歌 - CINDERELLA PROJECT）（作曲）

THE IDOLM@STER CINDERELLA GIRLS U149
- 「おめざめめーめー」（遊佐こずえ（声 - 花谷麻妃））（作曲）

THE IDOLM@STER MILLION LIVE!
- 「fruity love」（野々原 茜（声 - 小笠原早紀））、（ロコ（声 - 中村温姫））（作詞・作曲）
- 「メメント？モメント♪ルルルルル☆」（春日 未来（声 - 山崎はるか））、（徳川 まつり（声 - 諏訪彩花））、（宮尾美也（声 - 桐谷蝶々））（作曲）
- 「Deep, Deep Blue」（ダイヤモンドダイバー◇ 高槻やよい（CV.仁後真耶子）、天海春香（CV.中村繪里子）、我那覇 響（CV.沼倉愛美））　（作詞・作曲）
- 「VIVA☆アクアリズム」（ダイヤモンドダイバー◇ 高槻やよい （CV.仁後真耶子）、天海春香 （CV.中村繪里子）、我那覇 響 （CV.沼倉愛美））　（作詞・作曲）
- 「EVERYDAY STARS!!」（765PRO ALLSTARS、プリンセススターズ、フェアリースターズ、エンジェルスターズ）（作曲）
- 「Harmony 4 You」（765 MILLION ALLSTARS）（作詞）
- 「KING of SPADE」（白石紬（CV：南早紀）、我那覇響（CV：沼倉愛美）、豊川風花（CV：末柄里恵）、野々原茜（CV：小笠原早紀））（作詞・作曲）
- 「バトンタッチ」（MILLIONSTARS Team5th（高山紗代子（駒形友梨）、中谷育（原嶋あかり）、野々原茜（小笠原早紀）、箱崎星梨花（麻倉もも）、宮尾美也（桐谷蝶々）））（作詞・作曲）

THE IDOLM@STER SideM
- 「フェイバリットに踊らせて」（水嶋 咲（声 - 小林大紀）（作曲）

### その他アニメ・ゲーム関連
ライフル・イズ・ビューティフル
- 「夕焼けフレンズ」　（エンディングテーマ）（ライフリング4（小倉 ひかり（声 - Machico））、（渋沢 泉水（声 - 熊田茜音））、（姪浜 えりか（声 - 南早紀））、（五十嵐 雪緒（声 - 八巻アンナ））（作詞）
- 「GO! GO!ライフリング4!!!!」（ライフリング4（小倉 ひかり（声 - Machico））、（渋沢 泉水（声 - 熊田茜音））、（姪浜 えりか（声 - 南早紀））、（五十嵐 雪緒（声 - 八巻アンナ））（作詞【KOHと共作】）
- 「Bright day, Stand up!」（ライフリング4（小倉 ひかり（声 - Machico））、（渋沢 泉水（声 - 熊田茜音））、（姪浜 えりか（声 - 南早紀））、（五十嵐 雪緒（声 - 八巻アンナ））（作詞）
- 「4SHOOTERS!!」（ライフリング4（小倉 ひかり（声 - Machico））、（渋沢 泉水（声 - 熊田茜音））、（姪浜 えりか（声 - 南早紀））、（五十嵐 雪緒（声 - 八巻アンナ）） （作詞）
- 「BANG! BANG! BANG!」（ライフリング4（小倉 ひかり（声 - Machico））、（渋沢 泉水（声 - 熊田茜音））、（姪浜 えりか（声 - 南早紀））、（五十嵐 雪緒（声 - 八巻アンナ））　（作詞）
- 「BiRiRi×SENSATION」（ライフリング4（小倉 ひかり（声 - Machico））、（渋沢 泉水（声 - 熊田茜音））、（姪浜 えりか（声 - 南早紀））、（五十嵐 雪緒（声 - 八巻アンナ））（作詞）
- 「Get started.」（ライフリング4（小倉 ひかり（声 - Machico））、（渋沢 泉水（声 - 熊田茜音））、（姪浜 えりか（声 - 南早紀））、（五十嵐 雪緒（声 - 八巻アンナ））（作詞）
- 「higher and higher!」（ライフリング4（小倉 ひかり（声 - Machico））、（渋沢 泉水（声 - 熊田茜音））、（姪浜 えりか（声 - 南早紀））、（五十嵐 雪緒（声 - 八巻アンナ））（作詞）
- 「Shangri-la」（ライフリング4（小倉 ひかり（声 - Machico））、（渋沢 泉水（声 - 熊田茜音））、（姪浜 えりか（声 - 南早紀））、（五十嵐 雪緒（声 - 八巻アンナ））（作詞）
- 「I feel, I feel」（五十嵐 雪緒（声 - 八巻アンナ））（作詞）

進撃！巨人中学校
- 「跪け　豚共が Album ver.」（リヴ●イ（声 - 神谷浩史））（作詞・作曲）
- 「跪け　豚共が」（リヴ●イ（声 - 神谷浩史））（作詞・作曲）

カードファイト!! ヴァンガード
- 「フレンズ」（エンディングテーマ）【歌 - ラミーラビリンス アム（声 - 愛美）、ルーナ（声 - 工藤晴香）】（作詞・作曲）

人生相談テレビアニメーション「人生」
- 鈴木 いくみ（声 - 諏訪彩花）キャラクターソング「ゴーマイウェイ」（作曲）
- 遠藤 梨乃（声 - 新田ひより）キャラクターソング「恋学」（作曲）

ベン・トー
- 「Treasure!」（特殊オプニングテーマ）（著莪 あやめ（声 - 加藤英美里））（作詞）

新妹魔王の契約者
- 「Symphony Memory」（野中 柚希（声 - ブリドカットセーラ恵美）、野中 胡桃（声 - 野水伊織）（作曲）

美少女戦士セーラームーンEternal
- 「Astral Mission」【スーパーセーラーウラヌス（声 - 皆川純子）、スーパーセーラーネプチューン（声 - 大原さやか）、スーパーセーラープルート（声 - 前田愛）、スーパーセーラーサターン（声 - 藤井ゆきよ）】（作詞）[2]

SHOW BY ROCK!! STARS!!
- 「スピードアップ」（Mashumairesh!!　ほわん（声 - 遠野ひかる）、マシマヒメコ（声 - 夏吉ゆうこ ）、デルミン（声 - 和多田美咲）、ルフユ（声 - 山根綺））（作詞・作曲）

アイドリッシュセブン
- 「アソシエイト」（八乙女 楽（声 - 羽多野 渉））（作曲）
- 「Polished」（和泉 一織（声 - 増田俊樹））（作詞）

B-PROJECT
- 「流星＊ファンタジア」（流星＊ファンタジア オープニングテーマ）（B-PROJECT（キタコレ、THRIVE、MooNs、KiLLER KiNG））（作詞・作曲）
- 「LOVE MILLION」【愛染健十（声 - 加藤和樹）、寺光唯月（声 - 西山宏太朗）、寺光遙日（声 - 八代拓）】（作詞・作曲）
- 「Kissから始まるI love you」（MooNs）（作詞・作曲）

夢色キャスト
- 「Melancholic Legacy」（新堂 カイト（声 - 林 勇））、（朝日奈 響也（声 - 逢坂 良太））、（桜木 陽向（声 - 上村 祐翔））（作曲）

I DOLL U
- 「LOVE COUNT DOWN ～宿世の花嫁～」（黒夢 ツバサ（声 - 前野智昭） （作詞・作曲）

フェアリーフェンサー エフ
- 「Fantasic Field」（PS4 フェアリーフェンサー エフ ADVENT DARK FORCE 魔神編ED）（歌 - 能登有沙） （作詞・作曲）

新次元ゲイム ネプテューヌＶⅡＲ
- 「Starting Days!!」（作曲） （歌 - aki）

#### Gray Sheep
- 「Guilty baby」（GOAT）（作詞）

### その他アーティスト関連
アルスマグナ
- 「たまんねぇぜBABY!」（作詞・作曲）
- 「チェ・チェ・チェキーラ」（作詞・作曲）

内田彩
- 「What you want!」（作詞・作曲）

AKB48
- 「アンジー」（作曲）

片霧烈火
- 「約束の世界」（作詞）

熊田茜音
- 「くらげ」（作曲）

相良 茉優
- 「Daisy Days」（作詞）
- 「キミがスキ」（作詞）
- 「What’s Cawaii!?」（作詞）

さくらしめじ
- 「きのうのゆめ」（作詞・作曲）

#### 周央サンゴ
- BORN TO BE PRINCESS（作詞）

StylipS
- 「ギブミー・シークレット」（作曲）テレビアニメ『ハイスクールD×D BorN』エンディングテーマ

MAP6
- 「SUMMER BREEZE」（共作詞）

青春高校3年C組
- 青春のスピード（作曲）

さきどり発信局
- 「NA!NA!NA!」（作詞【DJ金魚と共作】・作曲）

 東京力車 
- 「絆〜仲間へ〜」　（作曲）
- 「笑顔満開」（作曲）

Trignal
- 「星空センチメント」（作曲）

#### 7限目のフルール
- 「あの日のメロディのように」（作詞・作曲）

#### Palette Parade
- 「Brand New, Brand New Days!!」（作詞）

PiiiiiiiN
- 「Shiny days」（作詞）
- 「ヒミツの宝箱」（作詞）
- 「好きだからムカつくんだ」（作詞）
- 「NDNL」（作詞）
- 「ススメ! Glory Days!!」（作詞・作曲）
- 「ティアドロップ」（作詞）
- 「BRING IT ON!!!」（作詞）

#### ピュアリーモンスター
- 「ジュピターラプソディ」（作詞（hisakuniと共作））

平山笑美
- 「#BFF」（作詞（KOHと共作））

petit milady
- 「LOVE demonstration」（作詞）
- 「A or A!?」（作詞・作曲）
- 「Fantastique♥Phantom」（作詞・作曲）

Hololive 1期生
- Secret Garden （作詞・作曲）

ぽこた
- 「暗闇のシンデレラ」（作曲）
- 「学生の初恋的な」（作曲）

堀江由衣
- 「innocent note」（作詞・作曲）

MAG!C☆PRINCE
- 「愛しくて 切なくて 抱きしめたくて」（作曲）

M!LK
- 「Good Morning Mr.Misstake」（作詞・作曲）
- 「まっしろサンライズ」（作詞・作曲）
- 「ラブソングがうたえない」山﨑 悠稀 ソロ曲 （作詞・作曲）
- 「僕の枕ちょーだいっ」（作詞・作曲）

山崎エリイ
- 「My first love」（作詞・作曲）
- 「Dreamy Princess」（作詞・作曲）ソロデビュー前の配信限定曲[3]

夜道雪
- 「Sweet escape」（作詞）

和氣あず未
- 「イツカノキオク」　（作詞・作曲）テレビアニメ『くまクマ熊ベアー』オープニングテーマ[4]
- 「Girl's Riot!!」　（作詞・作曲）
- 「キミトノミライ」（作詞・作曲）テレビアニメ『くまクマ熊ベアーぱーんち!』オープニングテーマ

その他
- 「Sugio～森林で恋をして～」（メインテーマ）（作詞・作曲・歌唱）
- 「アオイハルノスベテ」（発売記念PV）（作詞・作曲・歌唱）